# Borș (Romania)
Borș è un comune della Romania di 3 489 abitanti, ubicato nel distretto di Bihor, nella regione storica della Transilvania.
Il comune è formato dall'unione di 4 villaggi: Borș, Santăul Mare, Santăul Mic, Sîntion.
È presente la dogana con l'Ungheria sulla strada nazionale DN1.
Dal 2005 fa parte della Zona metropolitana di Oradea.